# 1382 Gerti
1382 Gerti è un asteroide della fascia principale. Scoperto nel 1925, presenta un'orbita caratterizzata da un semiasse maggiore pari a 2,2200900 UA e da un'eccentricità di 0,1318795, inclinata di 1,56232° rispetto all'eclittica.
L'asteroide è stato dedicato a Gertrud "Gerti" Höhne, segretaria dell'Astronomiches Rechen-Institut di Berlino.